# Großsteingrab Kjempegård
Das Großsteingrab Kjempegård war eine megalithische Grabanlage der jungsteinzeitlichen Nordgruppe der Trichterbecherkultur im Kirchspiel Asminderød in der dänischen Kommune Fredensborg. Es wurde im 19. Jahrhundert zerstört.

## Lage
Das Grab lag östlich von Fredensborg und nördlich des Hofs Kjempegård zwischen zwei baumbestandenen Arealen. In der näheren Umgebung gab es zahlreiche weitere megalithische Grabanlagen.

## Forschungsgeschichte
Im Jahr 1884 führten Mitarbeiter des Dänischen Nationalmuseums eine Dokumentation der Fundstelle durch. Zu dieser Zeit waren keine baulichen Überreste mehr auszumachen. Eine weitere Dokumentation im Jahr 1942 kam zum gleichen Ergebnis.

## Beschreibung
Die Anlage besaß eine ost-westlich orientierte längliche Hügelschüttung mit einer Länge von etwa 22,5 m. Der Hügel besaß ursprünglich eine steinerne Umfassung. In der Mitte des Hügels befand sich eine Grabkammer, die als Urdolmen anzusprechen ist. Sie war ost-westlich orientiert und hatte einen rechteckigen Grundriss. Zu ihren Maßen liegen keine Angaben vor. Die Kammer bestand aus je einem Wandstein an den Langseiten, je einem kleineren Abschlussstein an den Schmalseiten sowie einem Deckstein.